# 17 de março
17 de março é o 76.º dia do ano no calendário gregoriano (77.º em anos bissextos). Faltam 289 dias para acabar o ano.

## Eventos históricos

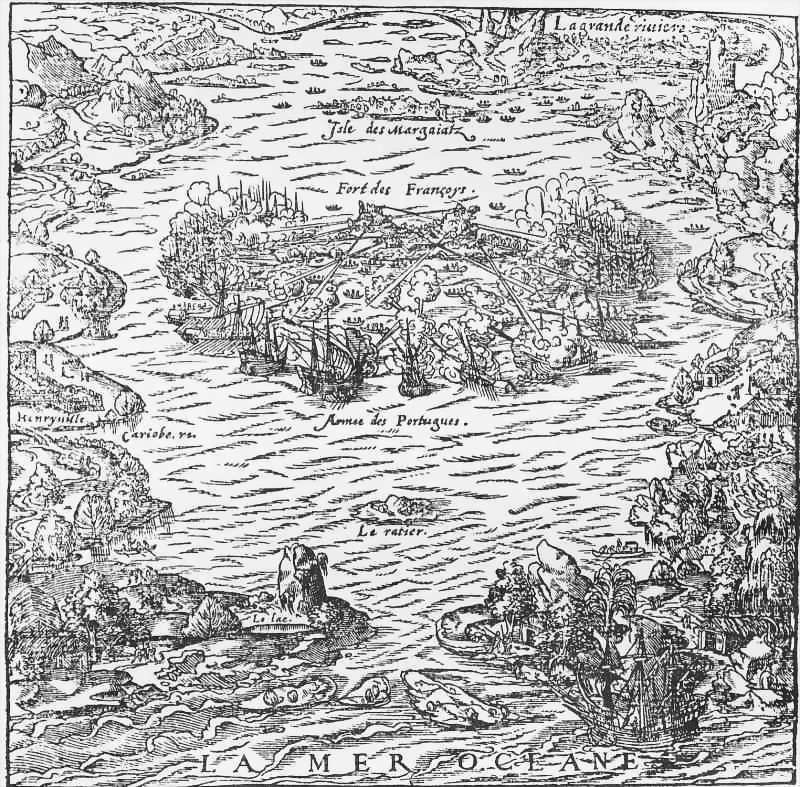
1560: Campanha portuguesa contra a França Antártica

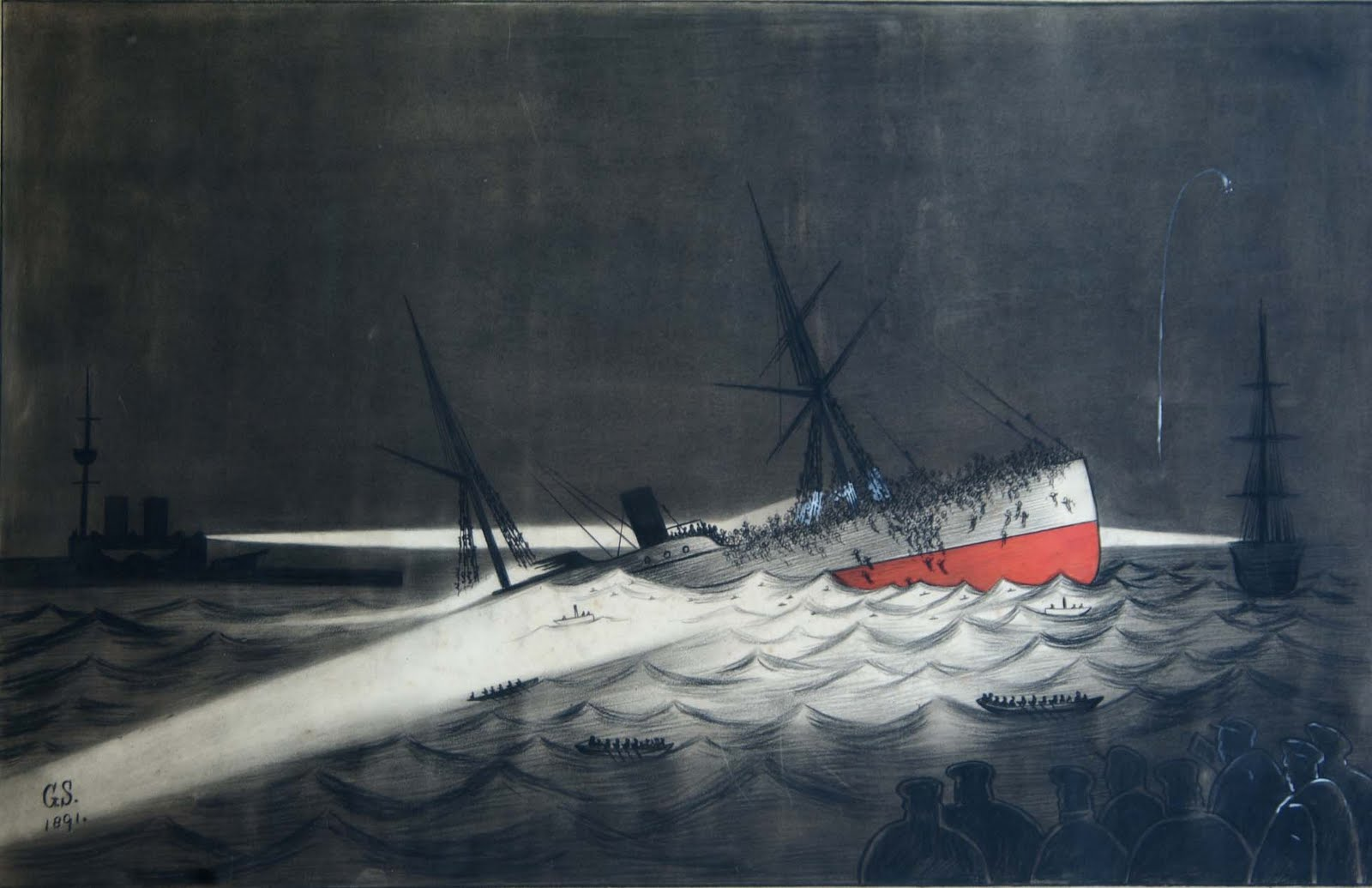
1891: Naufrágio do SS Utopia

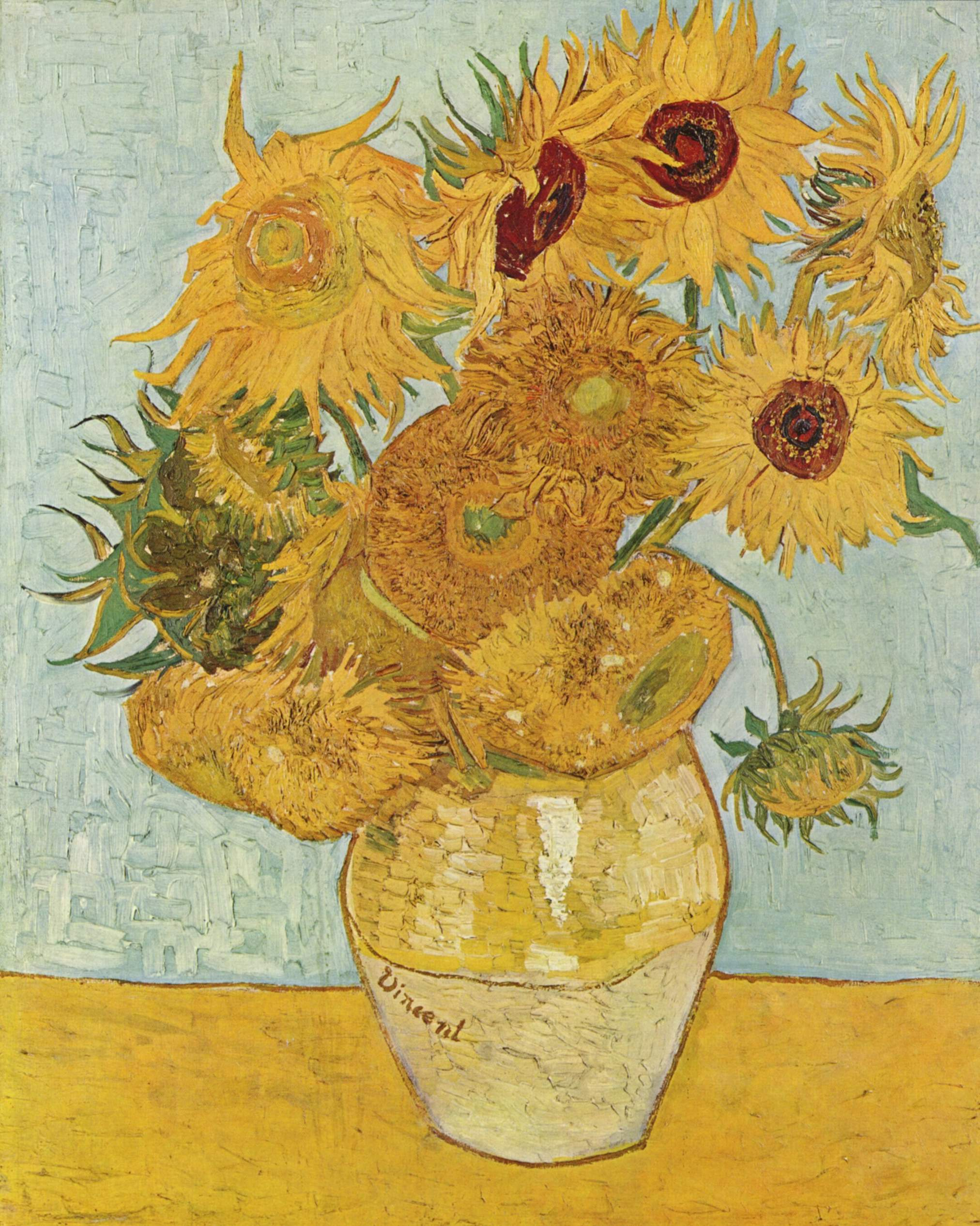
1901: Os Girassóis, uma das obras mais conhecidas de Vincent van Gogh

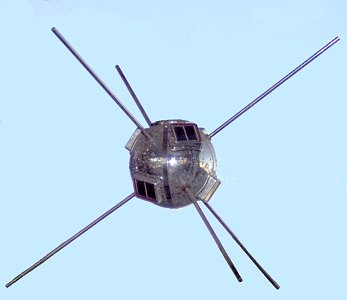
1958: Lançamento do satélite Vanguard 1

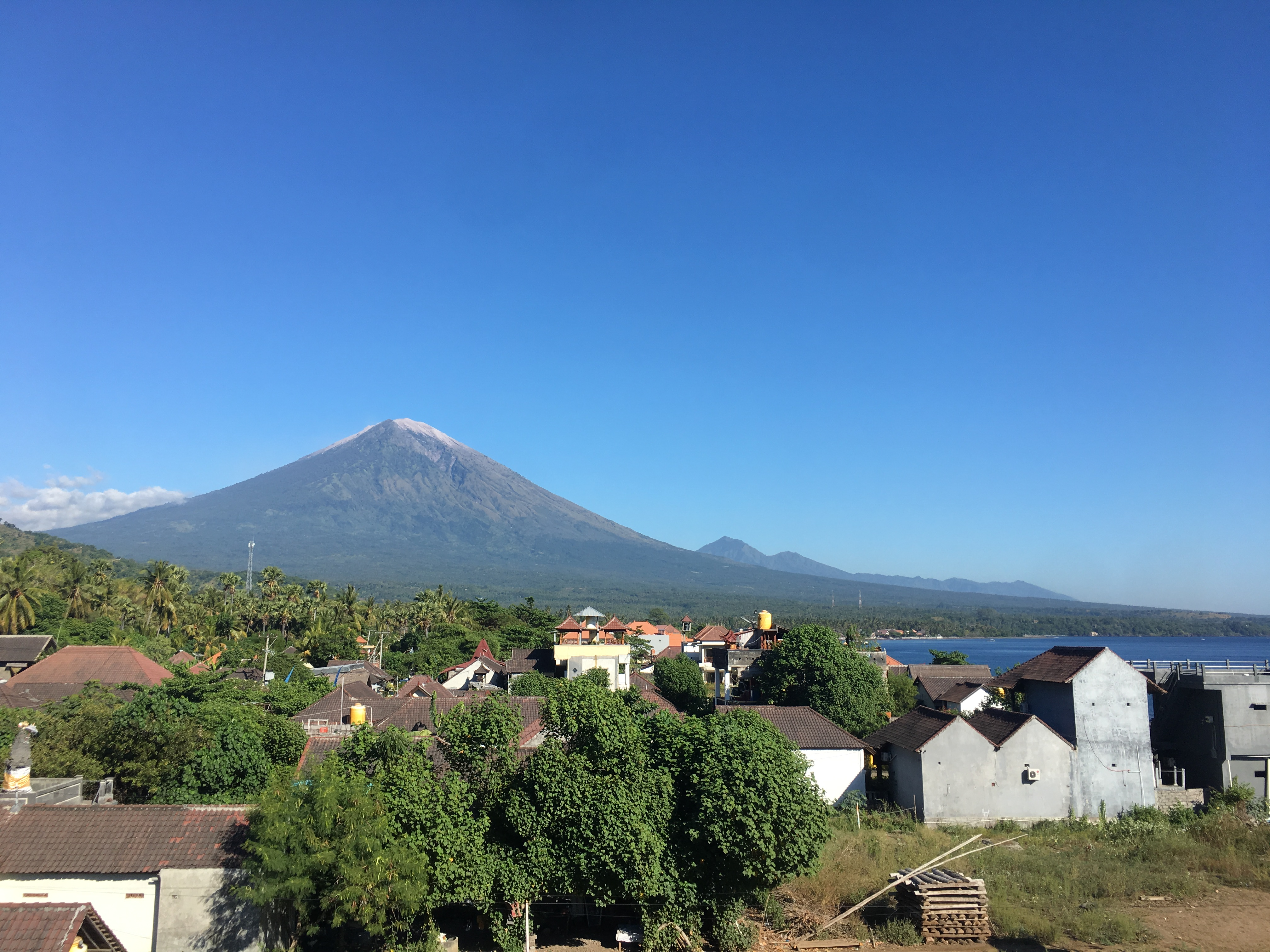
1963: Monte Agung em Bali

- 45 a.C. — Em sua última vitória, Júlio César derrota as forças pompeanas de Tito Labieno e Pompeu, o Jovem na Batalha de Munda.
- 0180 — Marco Aurélio morre deixando Cômodo como o único imperador do Império Romano.
- 0455 — Petrônio Máximo, com o apoio do senado romano, torna-se imperador do Império Romano do Ocidente.
- 0624 — Liderados por Maomé, os muçulmanos de Medina derrotam os coraixitas de Meca na Batalha de Badr.
- 1337 — Eduardo, o Príncipe Negro torna-se duque da Cornualha, o primeiro ducado na Inglaterra.
- 1400 — O imperador turco-mongol Tamerlão saqueia Damasco.[1]
- 1560 — O Forte Coligny na atual Ilha de Villegagnon, Rio de Janeiro, é atacado e destruído durante a campanha portuguesa contra a França Antártica.
- 1677 — Termina o cerco de Valenciennes, durante a Guerra Franco-Holandesa, com o exército francês batendo em retirada e cruzando o rio Reno.
- 1776 — Revolução Americana: o Exército britânico evacua Boston, encerrando o Cerco de Boston, depois que George Washington e Henry Knox colocaram a artilharia em posições com vista para a cidade.
- 1805 — A República Italiana, com Napoleão como presidente, torna-se o Reino da Itália, com Napoleão como rei.
- 1808
  - Império Português dá ultimato aos governantes de Buenos Aires. É o começo do conflito pela Província Cisplatina.
  - Motim de Aranjuez: início da revolta popular contra o rei Carlos IV, liderada pelo seu filho, Fernando VII.
- 1824 — O Tratado Anglo-Holandês é assinado em Londres, dividindo o arquipélago malaio. Como resultado, a Península Malaia é dominada pelos britânicos, enquanto Sumatra e Java e áreas vizinhas são dominadas pelos holandeses.
- 1861 — É proclamado o Reino da Itália.
- 1891 — SS Utopia colide com HMS Anson na Baía de Gibraltar e afunda, matando 562 dos 880 passageiros a bordo.
- 1905 — Albert Einstein envia à revista Analen der Physik o primeiro de seus revolucionários artigos sobre Física.
- 1921 — Segunda República Polonesa adota a Constituição de Março.
- 1939 — É assinado o Pacto Ibérico por Francisco Franco (Espanha) e António de Oliveira Salazar (Portugal).
- 1941 — A Galeria Nacional de Arte e oficialmente inaugurada pelo presidente Franklin Delano Roosevelt em Washington, D.C..
- 1942 — Holocausto: os primeiros judeus do Gueto de Lvov são mortos no campo de extermínio de Bełżec, no que é hoje o leste da Polônia.
- 1945 — A ponte de Ludendorff, em Remagen, Alemanha, desaba, dez dias após a sua captura pelo Exército dos Estados Unidos.
- 1948 — Benelux, França e o Reino Unido assinam o Tratado de Bruxelas, um precursor do Tratado do Atlântico Norte, que criou a OTAN.
- 1950 — Pesquisadores da Universidade da Califórnia em Berkeley anunciam a criação do elemento químico 98, que eles chamam de "Californium".
- 1958 — Os Estados Unidos lançam o satélite artificial Vanguard 1.
- 1959 — Tenzin Gyatso, o 14.º Dalai Lama, foge do Tibete e exila-se na Índia.
- 1960 — O presidente dos Estados Unidos, Dwight D. Eisenhower assina a diretiva do Conselho de Segurança Nacional sobre o disfarçado programa de ação contra Cuba, que acabará por levar à Invasão da Baía dos Porcos.
- 1963 — O estratovulcão Monte Agung entra em erupção em Bali matando mais de 1 100 pessoas.
- 1966 — Ao largo da costa da Espanha, no Mediterrâneo, o submarino DSV Alvin encontra uma bomba de hidrogênio americana desaparecida.
- 1969 — Golda Meir torna-se a primeira mulher a ocupar o cargo de Primeiro-ministro de Israel.
- 1988 — Um Boeing 727 colombiano, voo Avianca 410, choca-se contra uma montanha perto da fronteira com a Venezuela matando seus 143 ocupantes.
- 1992
  - Atentado terrorista contra a Embaixada de Israel em Buenos Aires, Argentina mata 29 pessoas e fere 242.
  - África do Sul: referendo oficializa o término do apartheid, que durava desde 1948, aprovado por 68,7% da população.
- 1999 — Comitê Olímpico Internacional (COI), devido a um processo interno de corrupção, atravessa uma das crises mais graves de sua história e exclui seis de seus membros. No entanto, reitera sua confiança no presidente da instituição, Juan Antonio Samaranch.
- 2004 — Distúrbios no Kosovo: mais de 22 sérvios são mortos e 200 feridos. Trinta e cinco santuários ortodoxos sérvios em Kosovo e duas mesquitas em Belgrado e Niš são destruídos.
- 2011 — Adotada a Resolução 1973 do Conselho de Segurança das Nações Unidas relativa à Guerra Civil Líbia.
- 2013 — O maior meteorito (desde que a NASA começou a observar a Lua em 2005) atinge a Lua.
- 2014 — Deflagrada pela Polícia Federal, a Operação Lava Jato, um escândalo de corrupção na Petrobras, também conhecida como Petrolão.
- 2016 — Conflito de Rojava: em uma conferência em Rmelan, província de Al-Hasakah, o Movimento por uma Sociedade Democrática declara a criação da Federação Democrática do Norte da Síria.
- 2023 — O Tribunal Penal Internacional emite um mandado de prisão para o presidente russo, Vladimir Putin, por crimes de guerra cometidos na invasão russa da Ucrânia e no rapto de crianças ucranianas.[2]
- 2024 — Vladimir Putin é reeleito presidente da Rússia.

## Nascimentos

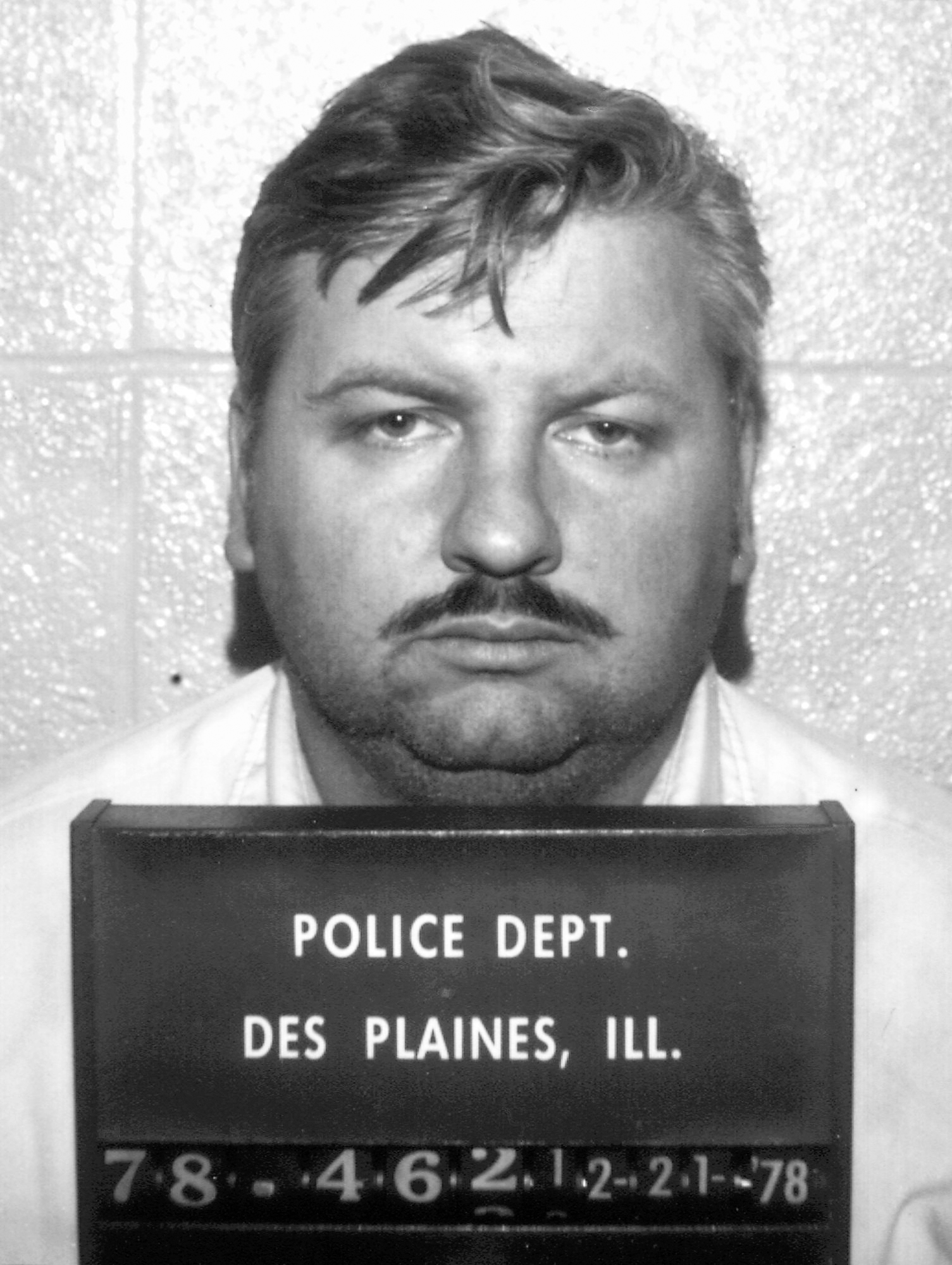
John Wayne Gacy

Elis Regina

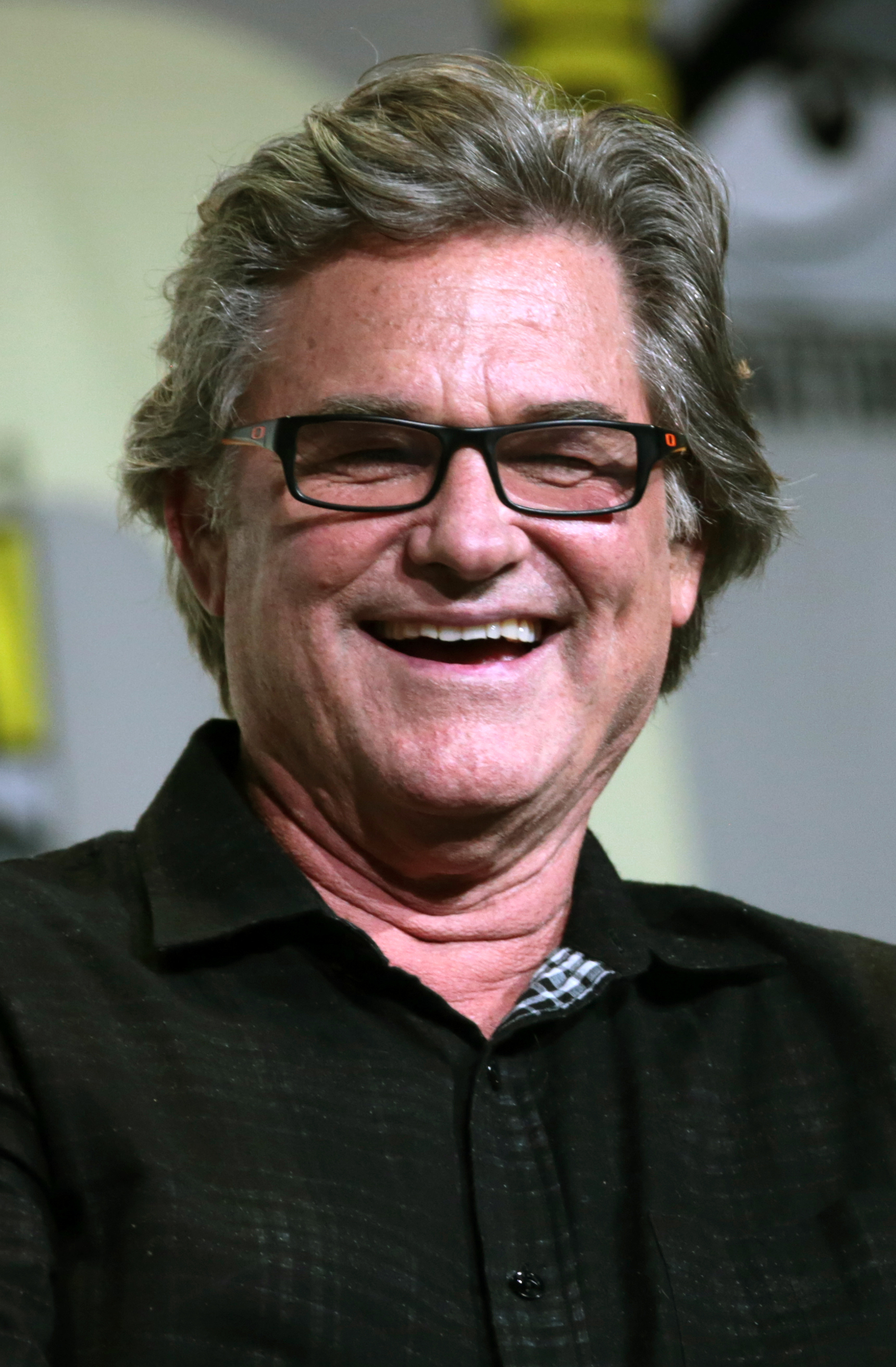
Kurt Russell

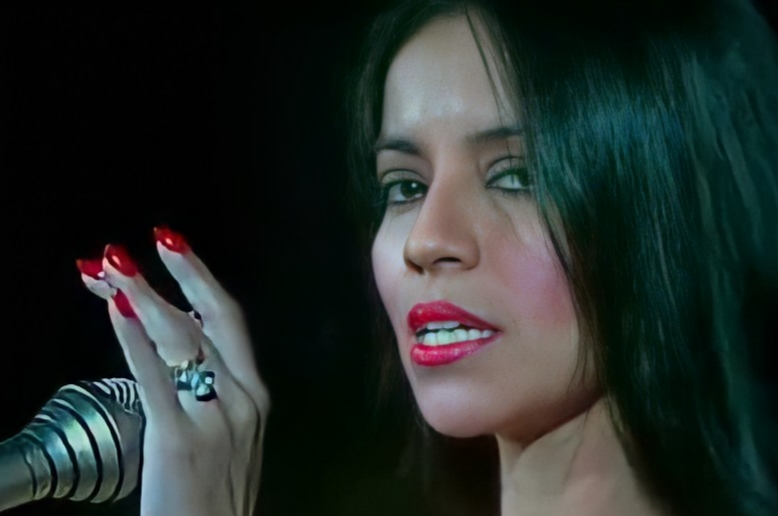
Perla

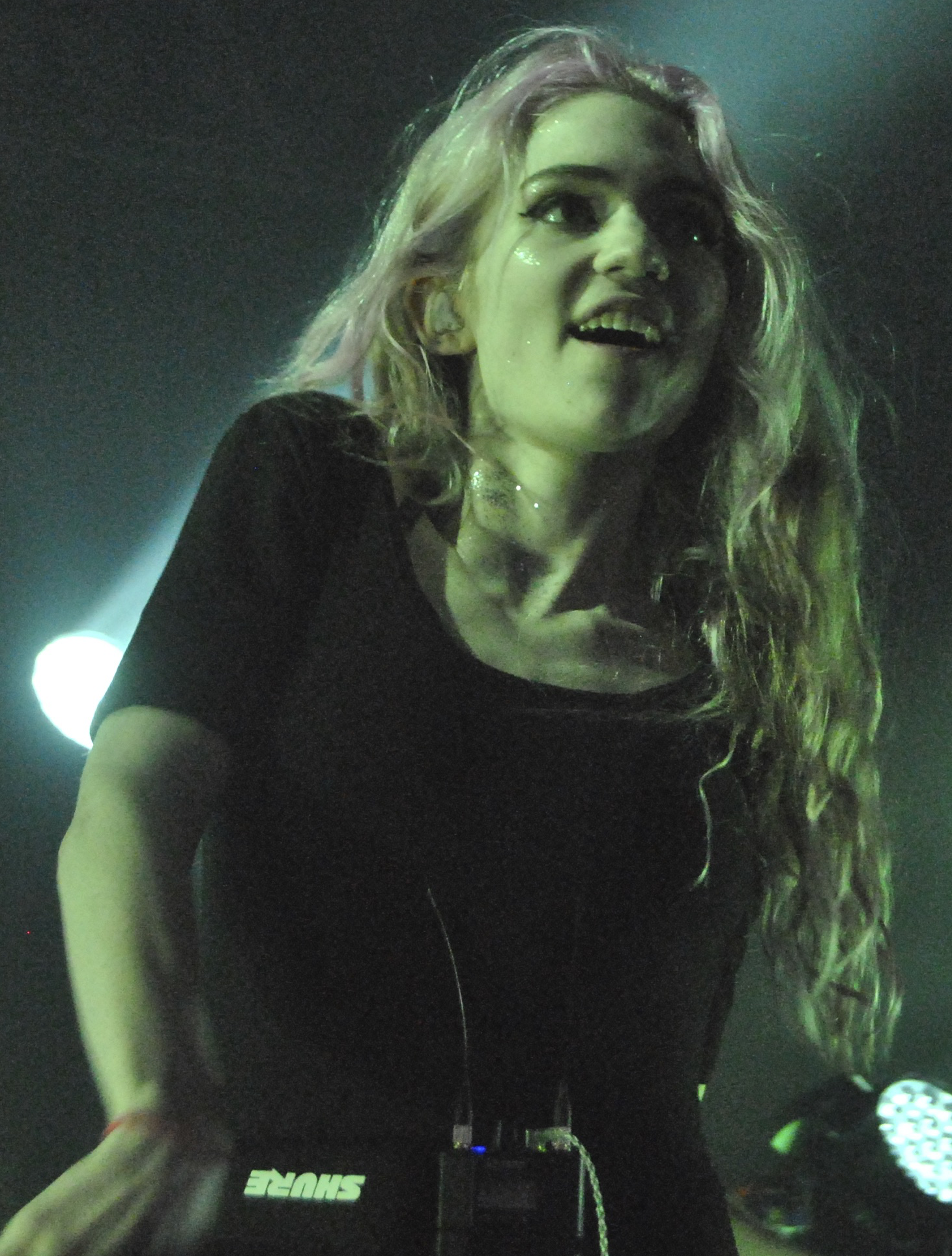
Grimes (artista)

### Anteriores ao século XIX
- 0763 — Harune Arraxide, califa abássida (m. 809).
- 1103 — Yue Fei, líder militar chinês (m. 1142).
- 1231 — Shijo, imperador do Japão (m. 1242).
- 1473 — Jaime IV da Escócia (m. 1513).
- 1537 — Toyotomi Hideyoshi, daimiô japonês (m. 1598).
- 1626 — Denis de Sallo, jornalista francês (m. 1669).
- 1628 — Daniel van Papenbroeck, jesuíta e hagiógrafo belga (m. 1714).
- 1676 — Thomas Boston, filósofo e teólogo britânico (m. 1732).
- 1686 — Jean-Baptiste Oudry, pintor e gravador francês (m. 1755).
- 1741 — William Withering, médico e botânico britânico (m. 1799).
- 1751 — Anders Dahl, botânico sueco (m. 1789).
- 1754 — Manon Roland, nobre francesa (m. 1793).
- 1768 — Kaahumanu, rainha havaiana (m. 1832).
- 1773 — Carsten Niebuhr, naturalista, explorador, matemático e cartógrafo alemão (m. 1815).
- 1777 — Roger Brooke Taney, político e jurista americano (m. 1864).
- 1781 — João André Teixeira Mendes, político brasileiro (m. 1874).
- 1798 — Manuel do Monte Rodrigues de Araújo, político e religioso brasileiro (m. 1863).

### Século XIX
- 1802 — Manuel Joaquim Fernandes de Barros, médico e político brasileiro (m. 1840).
- 1804 — Jim Bridger, comerciante de peles e explorador americano (m. 1881).
- 1806 — Norbert Rillieux, inventor e engenheiro químico americano (m. 1894).
- 1808 — Robert Alfred Cloynes Godwin-Austen, geólogo britânico (m. 1884).
- 1819 — René Dagron, fotógrafo e escritor francês (m. 1900).
- 1822 — Susan Webb Cushman, atriz estado-unidense (m. 1859).
- 1824 — Franz Lothar de la Rue, agrimensor e administrador alemão (m. 1871).
- 1827 — Carlos Duarte Silva, político brasileiro (m. 1876).
- 1834 — Gottlieb Daimler, engenheiro e empresário alemão (m. 1900).
- 1843 — Patricio Escobar, político e militar paraguaio (m. 1912).
- 1849 — Charles Francis Brush, empresário e filantropo estadunidense (m. 1929).
- 1856 — Mikhail Vrubel, pintor russo (m. 1910).
- 1859 — Clementino do Monte, político brasileiro (m. 1948).
- 1862 — Silvio Gesell, comerciante e economista belga (m. 1930).
- 1863 — Antônio da Silva Pessoa, político brasileiro (m. 1916).
- 1865 — Gabriel Narutowicz, político polonês (m. 1922).
- 1873 — Margaret Bondfield, feminista e política britânica (m. 1953).
- 1877
  - Edith New, sufrageta militante britânica (m. 1951).
  - Otto Gross, psicanalista e filósofo austro-alemão (m. 1920).
  - José Kallás, religioso libanês (m. 1960).
- 1879 — Walter Kirchhoff, cantor lírico alemão (m. 1951).
- 1880 — Lawrence Oates, tenente e explorador britânico (m. 1912).
- 1881 — Walter Rudolf Hess, fisiologista e acadêmico suíço, ganhador do Prêmio Nobel (m. 1973).
- 1884
  - José Patricio Guggiari, político paraguaio (m. 1957).
  - Stanley Rossiter Benedict, químico estadunidense (m. 1936).
- 1885 — Ralph Rose, atleta americano (m. 1913).
- 1886 — Patrícia de Connaught, princesa britânica (m. 1974).
- 1888 — Paul Ramadier, advogado e político francês (m. 1961).
- 1889 — Harry Clarke, artista de vitrais e ilustrador de livros irlandês (m. 1931).
- 1892 — Sayed Darwish, cantor, compositor e produtor egípcio (m. 1923).
- 1893 — Patrício Teixeira, cantor e violonista brasileiro (m. 1972).
- 1900
  - Alfred Newman, compositor e maestro americano (m. 1970).
  - Manuel Plaza, atleta chileno (m. 1969).

### Século XX

#### 1901–1950
- 1901
  - Gabriel Passos, político brasileiro (m. 1962).
  - Severino Di Giovanni, anarquista italiano (m. 1931).
- 1902 — Bobby Jones, golfista e advogado estado-unidense (m. 1971).
- 1906
  - Brigitte Helm, atriz suíço-alemã (m. 1996).
  - Michael O'Shea, ator norte-americano (m. 1973).
- 1907
  - Takeo Miki, político japonês (m. 1988).
  - Jean Van Houtte, acadêmico e político belga (m. 1991).
- 1909 — Manuel Soeiro, futebolista português (m. 1977).
- 1912
  - Bayard Rustin, ativista estado-unidense (m. 1987).
  - Edmar Morel, jornalista e escritor brasileiro (m. 1989).
- 1913 — Harald Edelstam, diplomata sueco (m. 1989).
- 1914 — Juan Carlos Onganía, militar e político argentino (m. 1995).
- 1917 — Alphonse Chapanis, engenheiro estado-unidense (m. 2002).
- 1918
  - Sílvio Pinto, pintor brasileiro (m. 1997).
  - Ratko Čolić, futebolista sérvio (m. 1999).
- 1919 — Nat King Cole, cantor, pianista e apresentador de televisão americano (m. 1965).
- 1920
  - Sheikh Mujibur Rahman, político bengali (m. 1975).
  - José Tomás Sánchez, cardeal filipino (m. 2012).
- 1921 — Antônio Maria de Araújo Morais, comentarista esportivo, poeta e compositor brasileiro (m. 1964).
- 1922
  - Patrick Suppes, psicólogo e filósofo americano (m. 2014).
  - Holger Seebach, futebolista dinamarquês (m. 2011).
- 1925
  - Gabriele Ferzetti, ator italiano (m. 2015).
  - Willi Steffen, futebolista suíço (m. 2005).
- 1926 — Siegfried Lenz, escritor e dramaturgo polonês-alemão (m. 2014).
- 1927 — Rudy Ray Moore, ator, produtor e cantor norte-americano (m. 2008).
- 1928
  - Edino Krieger, compositor brasileiro (m. 2022).
  - Eunice Gayson, atriz britânica (m. 2018).
- 1929 — Peter L. Berger, sociólogo e teólogo austríaco (m. 2017).
- 1930 — James Irwin, coronel, aviador e astronauta estado-unidense (m. 1991).
- 1931
  - Harold Johnson, professor estado-unidense (m. 2013).
  - André Vlaeyen, ciclista belga (m. 2017).
  - Thorvald Strömberg, canoísta finlandês (m. 2010).
- 1932 — Ivan Mesquita, ator brasileiro (m. 2011).
- 1933 — Pentti Linnosvuo, atirador esportivo finlandês (m. 2010).
- 1935 — Oscar Panno, enxadrista argentino.
- 1936 — Ken Mattingly, almirante, aviador e astronauta estado-unidense (m. 2023).
- 1938
  - Rudolf Nureyev, bailarino e coreógrafo russo-francês (m. 1993).
  - Keith Michael Patrick O'Brien, clérigo, teólogo e cardeal britânico (m. 2018).
  - Waldemar Blatskauskas, jogador de basquete brasileiro (m. 1964).
- 1939
  - Robin Knox-Johnston, marinheiro britânico.
  - Giovanni Trapattoni, treinador de futebol e ex-futebolista italiano.
  - Mieke Wijaya, atriz indonésia (m. 2022).
  - Paul Sauvage, futebolista francês (m. 2019).
- 1940 — Mark White, advogado e político americano (m. 2017).
- 1941 — Paul Kantner, cantor, compositor e guitarrista estado-unidense (m. 2016).
- 1942
  - Pak Doo-ik, ex-futebolista norte-coreano.
  - John Wayne Gacy, assassino em série e estuprador estado-unidense (m. 1994).
- 1943 — Bakili Muluzi, político malaviano.
- 1944
  - Pattie Boyd, fotógrafa, escritora e ex-modelo britânica.
  - John Sebastian, guitarrista, cantor e compositor estado-unidense.
  - Juan Ramón Verón, ex-futebolista e ex-treinador de futebol argentino.
- 1945
  - Elis Regina, cantora brasileira (m. 1982).
  - Daniel Onega, ex-futebolista argentino.
- 1946 — Maggie Hemingway, escritora britânica (m. 1993).
- 1948 — William Gibson, escritor e roteirista americano-canadense.
- 1949
  - Patrick Duffy, ator, diretor e produtor estado-unidense.
  - Pat Rice, ex-futebolista e treinador de futebol irlandês.
- 1950 — Rumen Goranov, ex-futebolista búlgaro.

#### 1951–2000
- 1951
  - Kurt Russell, ator e produtor estado-unidense.
  - Scott Gorham, cantor, compositor e guitarrista estado-unidense.
- 1952
  - Barry Horne, ativista britânico (m. 2001).
  - Perla, cantora paraguaia.
- 1953 — Jayme de Almeida, ex-futebolista e treinador de futebol brasileiro.
- 1954
  - Luci Choinacki, política brasileira.
  - Lesley-Anne Down, atriz britânica.
- 1955
  - Czesław Litwin, político polonês (m. 2024).
  - Gary Sinise, diretor de cinema, ator e baixista estado-unidense.
  - Junichi Haruta, ator japonês.
  - Mark Boone Junior, ator estado-unidense.
  - Paul Overstreet, cantor, compositor e guitarrista estado-unidense.
- 1956
  - Rafael Greca, político brasileiro.
  - Patrick McDonnell, cartunista e escritor estado-unidense.
- 1958
  - Christian Clemenson, ator estado-unidense.
  - Lubomír Pokluda, ex-futebolista tcheco.
- 1959
  - José Leandro de Souza Ferreira, ex-futebolista brasileiro.
  - Mike Lindup, cantor e músico britânico.
  - Danny Ainge, ex-jogador de basquetebol e beisebol estado-unidense.
  - Jan Karaś, ex-futebolista polonês.
- 1960 — Lula Queiroga, cantor, compositor, escritor, publicitário e cineasta brasileiro.
- 1961
  - Sam Bowie, ex-jogador de basquete americano.
  - Dana Reeve, atriz, cantora e ativista americana (m. 2006).
  - Casey Siemaszko, ator estado-unidense.
  - Steven Wood, canoísta australiano (m. 2005).
  - Tato, ex-futebolista brasileiro.
- 1962
  - Janet Gardner, cantora e guitarrista americana.
  - Mark Pellington, diretor de cinema estado-unidense.
- 1963 — Douglas, ex-futebolista brasileiro.
- 1964
  - Jacques Songo'o, ex-futebolista e treinador camaronês.
  - Rob Lowe, ator e produtor estado-unidense.
  - Lee Dixon, ex-futebolista britânico.
  - Stefano Borgonovo, futebolista italiano (m. 2013).
  - Pat Fry, engenheiro automobilístico britânico.
- 1965 — Luisinho Quintanilha, ex-futebolista brasileiro.
- 1967
  - Billy Corgan, cantor, compositor, guitarrista, pianista e produtor estado-unidense.
  - Van Conner, músico estado-unidense.
  - Max Carrilho, ator português.
- 1968 — Mathew St. Patrick, ator estado-unidense.
- 1969
  - Alexandre Baptista, artista plástico português.
  - Guilherme Kastrup, músico e produtor musical brasileiro.
  - Alexander McQueen, designer de moda britânico (m. 2010).
- 1970
  - Florin Răducioiu, ex-futebolista romeno.
  - Yanic Truesdale, ator canadense.
- 1971
  - Bill Mueller, ex-jogador e treinador de beisebol americano.
  - Pedro Laginha, ator português.
  - Sunay Erdem, arquiteto búlgaro.
  - Marcin Jałocha, ex-futebolista e treinador de futebol polonês.
- 1972
  - Melissa Auf der Maur, cantora, compositora e baixista canadense-americana.
  - Torquil Campbell, cantor, compositor e ator anglo-canadense.
  - Mia Hamm, ex-futebolista estado-unidense.
  - Kemokai Kallon, ex-futebolista serra-leonês.
  - Oksana Grishuk, patinadora artística russa.
  - Sean Price, rapper estado-unidense (m. 2015).
- 1973
  - Zbigniew Girzyński, político polonês.
  - Caroline Corr, cantora e baterista irlandesa.
  - Amelia Heinle, atriz estado-unidense.
- 1974
  - Oliver Palotai, músico alemão.
  - Tõnis Kasemets, automobilista estoniano.
  - Paty Díaz, atriz mexicana.
  - Marisa Coughlan, atriz estado-unidense.
  - Frode Johnsen, ex-futebolista norueguês.
- 1975
  - Justin Hawkins, cantor e compositor britânico.
  - Puneeth Rajkumar, ator, cantor e produtor indiano (m. 2021).
  - Andrew Martin, lutador canadense-americano (m. 2009).
  - Natalie Zea, atriz estado-unidense.
  - Jairzinho, cantor e compositor brasileiro.
- 1976
  - Álvaro Recoba, ex-futebolista uruguaio.
  - Brittany Daniel, atriz estado-unidense.
  - Antoine van der Linden, ex-futebolista neerlandês.
  - Stephen Gately, cantor, compositor e ator irlandês (m. 2009).
- 1977
  - Héctor Altamirano, ex-futebolista mexicano.
  - Giuliano Losacco, automobilista brasileiro.
  - Alexia Portal, atriz francesa.
- 1979
  - Stormy Daniels, atriz de filmes adultos estado-unidense.
  - Samoa Joe, wrestler americano.
  - Stephen Kramer Glickman, ator, diretor, produtor e estilista canadense-americano.
  - Coco Austin, modelo e atriz estado-unidense.
- 1980
  - Danny Califf, ex-futebolista estado-unidense.
  - Aisam-ul-Haq Qureshi, tenista paquistanês.
  - Marco Dutra, diretor, roteirista e compositor brasileiro.
  - Katie Morgan, atriz e apresentadora estado-unidense.
  - Tiê, cantora brasileira.
- 1981
  - Aaron Baddeley, jogador de golfe americano-australiano.
  - Servet Çetin, ex-futebolista turco.
  - Kyle Korver, ex-jogador de basquete americano.
  - Nicky Jam, cantor e compositor americano-porto-riquenho.
  - Leandro Romagnoli, ex-futebolista argentino.
  - Arzu, ex-futebolista espanhol.
- 1982
  - Wilton Figueiredo, ex-futebolista brasileiro.
  - Steven Pienaar, ex-futebolista sul-africano.
  - Hesham Mesbah, judoca egípcio.
- 1983
  - Raul Meireles, ex-futebolista português.
  - Attila Vajda, canoísta de velocidade húngaro.
  - Paolo Sammarco, futebolista italiano.
- 1984 — Cintia Rosa, atriz brasileira.
- 1985
  - Darren Barr, ex-futebolista britânico.
  - Dominic Adams, modelo e ator britânico.
- 1986
  - Chris Davis, jogador de beisebol americano.
  - Edin Džeko, futebolista bósnio.
  - Miles Kane, cantor, compositor e guitarrista britânico.
  - Felipe Santana, ex-futebolista brasileiro.
  - Olivier N'Siabamfumu, ex-futebolista francês.
  - Eugen Polanski, ex-futebolista alemão.
- 1987
  - Federico Fazio, futebolista argentino.
  - Bobby Ryan, jogador de hóquei no gelo americano.
  - Emmanuel Sanders, ex-jogador de futebol americano estado-unidense.
  - Francisca Valenzuela, cantora e instrumentista chilena.
  - Owain Fôn Williams, ex-futebolista britânico.
  - Ivana Lisjak, ex-tenista croata.
  - Rob Kardashian, modelo e personalidade televisiva estado-unidense.
  - Carlos Lampe, futebolista boliviano.
  - Patrick Ebert, ex-futebolista alemão.
- 1988
  - Fraser Forster, futebolista britânico.
  - Davide Brivio, ex-futebolista italiano.
  - Grimes, cantora e diretora de videoclipes canadense.
  - Rasmus Elm, futebolista sueco.
  - Jairzinho Rozenstruik, lutador profissional surinamês.
- 1989
  - Shinji Kagawa, futebolista japonês.
  - Luca Castiglia, futebolista italiano.
- 1990
  - Stéphane Richelmi, automobilista monegasco.
  - Hozier, cantor, compositor e músico irlandês.
  - Saina Nehwal, jogadora de badminton indiana.
  - Alice Caymmi, cantora e compositora brasileira.
  - Abdelhamid El Kaoutari, futebolista marroquino.
  - Santos, futebolista brasileiro.
- 1992
  - Eliza Bennett, atriz e cantora britânica.
  - Yeltsin Tejeda, futebolista costarriquenho.
  - John Boyega, ator britânico.
- 1993
  - Khouma Babacar, futebolista senegalês.
  - Sérgio Malheiros, ator brasileiro.
  - João Rafael Ferreira, jogador de vôlei brasileiro.
- 1994 — Marcel Sabitzer, futebolista austríaco.
- 1995
  - Thiago Martins, futebolista brasileiro.
  - Claressa Shields, pugilista estado-unidense.
- 1996 — Tokischa, rapper dominicana.
- 1997
  - Katie Ledecky, nadadora estado-unidense.
  - Paik Seung-ho, futebolista sul-coreano.
  - Lilia Akhaimova, ex-ginasta russa.
- 1998
  - Luís Henrique Farinhas Taffner, futebolista brasileiro.
  - Uroš Račić, futebolista croata.
- 2000
  - Elena Pietrini, jogadora de vôlei italiana.
  - Cameron Das, automobilista norte-americano.

### Século XXI
- 2001 — Pietro Pellegri, futebolista italiano.
- 2003
  - Dennis Hauger, automobilista norueguês.
  - Youri Baas, futebolista neerlandês.
- 2004 — Luzia Nezzo, voleibolista brasileira.
- 2005 — Nelson Weiper, futebolista alemão.
- 2006 — Sigrid Johnson, atriz sueca.

## Mortes

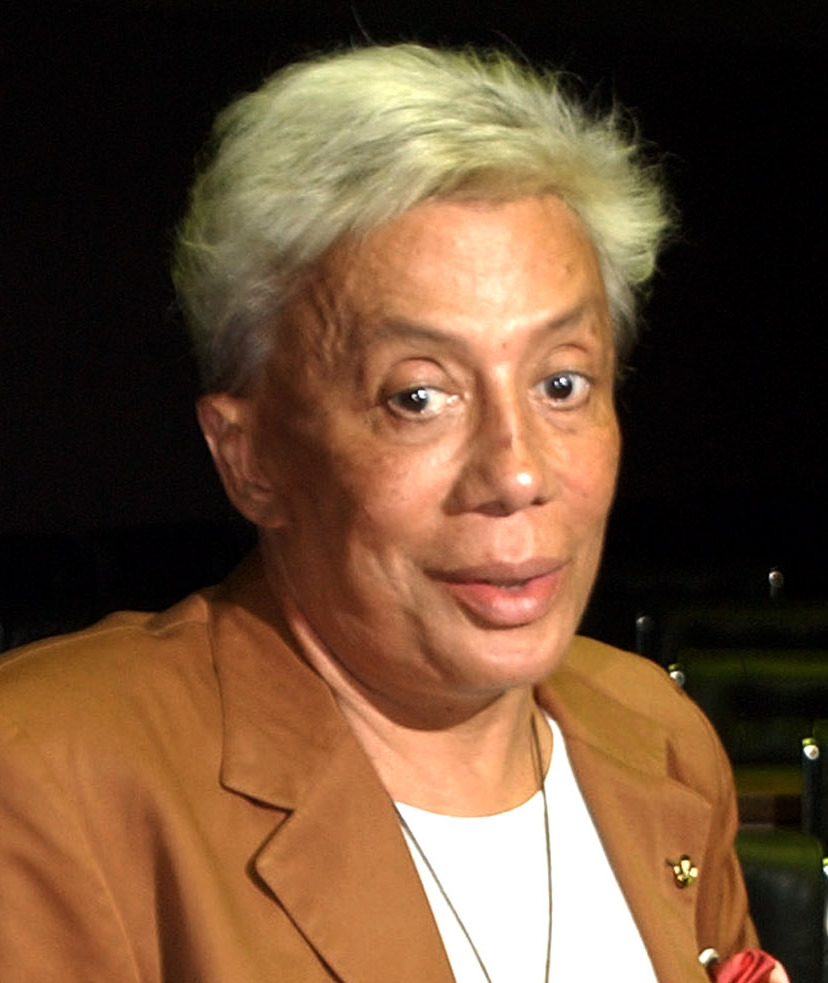
Clodovil Hernandes

Manoel de Nóbrega

### Anteriores ao século XIX
- 45 a.C.
  - Tito Labieno, militar romano (n. 100 a.C.).
  - Públio Ácio Varo, governador romano da África (n. ?).
- 0180 — Marco Aurélio, imperador romano (n. 121).
- 0493 — Patrício, missionário e santo irlandês (n. 386).
- 0624 — Anre ibne Hixame, politeísta árabe (n. ?).
- 0659 — Gertrudes de Nivelles, abadessa franca (n. 626).
- 1008 — Kazan, imperador do Japão (n. 968).
- 1040 — Haroldo I de Inglaterra (n. 1016).
- 1058 — Lulaco da Escócia (n. 1030).
- 1267 — Pierre de Montreuil, arquiteto francês (n. 1200).
- 1272 — Go-Saga imperador do Japão (n. 1220).
- 1394 — Luís de Enghien, nobre francês (n. ?).
- 1406 — ibne Caldune, sociólogo, historiador e acadêmico tunisiano (n. 1332).
- 1425 — Ashikaga Yoshikazu, xogum japonês (n. 1407).
- 1516 — Juliano II de Médici, nobre italiano (n. 1479).
- 1527 — Rana Sanga, governante indiano (n. 1482).
- 1565 — Alexander Alesius, teólogo e acadêmico escocês (n. 1500).
- 1620 — João Sarkander, sacerdote e santo polonês-morávio (n. 1576).
- 1638 — Pero de Gamboa, compositor português (n. c. 1563).
- 1640 — Philip Massinger, dramaturgo inglês (n. 1583).
- 1680 — François de La Rochefoucauld, escritor francês (n. 1613).
- 1781 — Johannes Ewald, poeta dinamarquês (n. 1743).
- 1782 — Daniel Bernoulli, matemático e físico neerlandês-suíço (n. 1700).

### Século XIX
- 1826 — Georg Franz Hoffmann, botânico alemão (n. 1760).
- 1828 — James Edward Smith, botânico e entomologista britânico (n. 1759).
- 1829 — Sofia Albertina da Suécia, princesa-abadessa de Quedlinburg (n. 1753).
- 1830 — Laurent de Gouvion Saint-Cyr, general e político francês (n. 1764).
- 1831 — Luís II da Holanda, (n. 1804).
- 1846 — Friedrich Wilhelm Bessel, astrônomo, matemático e físico alemão (n. 1784).
- 1849 — Guilherme II dos Países Baixos (n. 1792).
- 1853 — Christian Doppler, físico e matemático austríaco (n. 1803).
- 1855 — Ramón Carnicer, compositor e maestro espanhol (n. 1789).
- 1862 — Jacques Fromental Halévy, compositor francês (n. 1799).
- 1863 — António Lobo Barbosa Teixeira Ferreira Girão, nobre e político português (n. 1785).
- 1865 — Francisco das Chagas Martins Ávila e Sousa, religioso brasileiro (n. 1788).
- 1871 — Robert Chambers, geólogo e editor britânico (n. 1802).
- 1879 — Heinrich Gottlieb Ludwig Reichenbach, botânico e zoólogo alemão (n. 1793).
- 1886
  - Pierre-Jules Hetzel, escritor e editor francês (n. 1814).
  - Francisco Manuel Raposo de Almeida, político brasileiro (n. 1817).
- 1893 — Jules Ferry, advogado e político francês (n. 1832).

### Século XX
- 1903 — Rangel Pestana, jornalista e político brasileiro (n. 1839).
- 1904 — Jorge, Duque de Cambridge (n. 1819).
- 1906 — Johann Most, anarquista propagandista alemão (n. 1846).
- 1917 — Franz Brentano, filósofo e psicólogo alemão (n. 1838).
- 1918 — Gastão Raul de Forton Bousquet, poeta, jornalista e autor teatral brasileiro (n. 1870).
- 1926 — Aleksei Brusilov, general georgiano-russo (n. 1853).
- 1937 — Austen Chamberlain, estadista britânico (n. 1863).
- 1943 — José Pais de Carvalho, médico e político brasileiro (n. 1850).
- 1949 — Aleksandra Ekster, pintora e cenógrafa russo-francesa (n. 1882).
- 1950 — Adolf Meyer, psiquiatra suíço (n. 1866).
- 1956
  - Fred Allen, ator, comediante, roteirista e escritor estado-unidense (n. 1894).
  - Irène Joliot-Curie, física e química francesa, ganhadora do Prêmio Nobel (n. 1897).
- 1957 — Ramon Magsaysay, capitão e político filipino (n. 1907).
- 1958
  - Arthur Hugh Garfit Alston, botânico britânico (n. 1902).
  - John Pius Boland, jogador de tênis e político irlandês (n. 1870).
- 1961 — Susanna M. Salter, ativista e política americana (n. 1860).
- 1963 — William Henry Squire, músico e compositor britânico (n. 1871).
- 1973 — Monsueto Menezes, cantor, compositor, instrumentista e ator brasileiro (n. 1924).
- 1974 — Louis Kahn, arquiteto e acadêmico americano (n. 1901).
- 1976
  - Luchino Visconti, diretor e roteirista italiano (n. 1906).
  - Manuel de Nóbrega, radialista, empresário, jornalista, ator, escritor, humorista, compositor e político brasileiro (n. 1913).
- 1980 — William Prager, matemático e engenheiro alemão (n. 1903).
- 1983 — Haldan Hartline, fisiologista e acadêmico americano, ganhador do Prêmio Nobel (n. 1903).
- 1989 — Den Hartog, engenheiro estado-unidense (n. 1901).
- 1990 — Capucine, atriz e modelo francesa (n. 1928).
- 1992
  - Grace Stafford, atriz  e dubladora estado-unidense (n. 1903).
  - Jack Arnold, cineasta estado-unidense (n. 1916).
- 1993
  - Helen Hayes, atriz estado-unidense (n. 1900).
  - António José Saraiva, historiador português (n. 1917).
- 1994 — Mai Zetterling, atriz e diretora sueco-britânica (n. 1925).
- 1996 — René Clément, diretor do cinema e roteirista francês (n. 1913).
- 1997 — Jermaine Stewart, cantor, compositor e dançarino americano (n. 1957).
- 1999 — Ernest Gold, compositor austríaco-americano (n. 1921).

### Século XXI
- 2002
  - William Witney, cineasta estado-unidense (n. 1915).
  - Văn Tiến Dũng, general e político vietnamita (n. 1917).
- 2003
  - Adalberto Fonseca, militar brasileiro (n. 1914).
  - Juan Héctor Hunziker, botânico e geneticista argentino (n. 1925).
- 2005
  - George F. Kennan, historiador e diplomata americano (n. 1904).
  - Andre Norton, escritor estado-unidense (n. 1912).
- 2006 — Oleg Cassini, estilista franco-americano (n. 1913).
- 2007
  - John Backus, matemático e cientista da computação americano (n. 1924).
  - Jim Cronin, zoólogo estado-unidense (n. 1951).
- 2009 — Clodovil Hernandes, estilista, apresentador de televisão e político brasileiro (n. 1937).
- 2010 — Alex Chilton, cantor, compositor, guitarrista e produtor americano (n. 1950).
- 2011 — Michael Gough, ator britânico (n. 1916).
- 2012 — Shenouda III, papa de Alexandria (n. 1923).
- 2014 — Marek Galiński, ciclista polonês (n. 1974).
- 2016 — Luís Carlos Tóffoli, futebolista e treinador de futebol brasileiro (n. 1964).
- 2021 — John Magufuli, político tanzaniano (n. 1959).

## Feriados e eventos cíclicos
- Dia Internacional da Marinha

### Internacional
- Dia de São Patrício - Irlanda, Montserrat, províncias canadenses, Terra Nova e Labrador, América do Norte e outros lugares do mundo

### Brasil
- Dia Nacional do Mel
- Aniversário do município de Equador (Rio Grande do Norte), (1963)

### Cristianismo
- Aleixo de Roma
- Ambrósio de Alexandria
- Gertrudes de Nivelles
- João Sarkander
- Patrício da Irlanda

## Outros calendários
- No calendário romano era o 16.º (em latim XVI) dia antes das calendas de abril.
- No calendário romano este era um dia de festa dedicado ao deus Liber Pater e a sua mulher Libera.
- Na cidade de Roma era também o dia anual escolhido para marcar a chegada dos jovens à maioridade, uma decisão tomada pela família quando o rapaz tinha estre os 14 e os 16 anos. então o momento de despir a toga pretexta e o amuleto da infância e vestir a toga viril e em procissão ser acompanhado até ao Forum onde era inscrito como cidadão de pleno direito.
- No calendário litúrgico tem a letra dominical F para o dia da semana.
- No calendário gregoriano a epacta do dia é xiv.